# Морроу, Стив
Стивен Джозеф Морроу (англ. Steven Joseph Morrow; 2 июля 1970, Белфаст, Северная Ирландия) — североирландский футболист, тренер.

## Карьера игрока
Морроу — воспитанник молодёжной команды северо-ирландского клуба «Бангор». Затем он присоединился к лондонскому «Арсеналу» в июле 1987 года. Будучи универсалом, который мог играть защитником, центральным защитником или полузащитником, Морроу попробовал свои силы в «Рединге», «Уотфорде» и «Барнете», прежде чем дебютировать за «Арсенал» в качестве замены в матче Первого дивизиона. Это произошло 8 апреля 1992 года в матче против «Норвич Сити», Морроу вышел вместо травмированного Найджела Уинтерберна.
Морроу стал часто появляться на поле в сезоне 1992/93. Он сыграл большинство своих матчей, будучи полузащитником, также заменив травмированного Пола Дэвиса, в ключевых матчах Кубков (в которых, «Арсенал» вышел в финал Кубка Лиги и Кубка Англии). Морроу также стал стартовым игроком финального матча Кубка Лиги против «Шеффилд Уэнсдей». Пропустив гол, забитого Джоном Харксом (игрока «Шеффилд Уэнсдей») «Арсенал» сравнял счет ударом Пола Мерсона, а затем Мерсон организовал голевую передачу на Морроу, чей мяч и стал победным (помимо этого, это был первый мяч Стива за клуба во всех турнирах).
10 февраля 2002 года Морроу подписал контракт с клубом MLS «Далла Бёрн». 18 мая 2002 года в матче против «Колорадо Рэпидз» он забил свои первые голы за «Бёрн», оформив дубль.

## Карьера тренера
22 сентября 2003 года Морроу вошёл в тренерский штаб «Даллас Бёрн» в качестве ассистента главного тренера Колина Кларка. В конце мая 2004 года он покинул клуб по личным обстоятельствам, но 27 января 2005 года вернулся. 7 ноября 2006 года «Даллас» объявил, что контракт с Кларком не будет продлён, исполнять обязанности главного тренера было поручено Морроу. 11 декабря 2006 года он был назначен главным тренером клуба на постоянной основе. 20 мая 2008 года «Даллас» уволил Морроу.